# دازینگ (شهر)
دازینگ (به آلمانی: Dasing) یک شهر در آلمان است که در آیشاخ-فریدبرگ واقع شده‌است.

## خواهرخوانده
شهرهای شدلتسه و کامرن ایم لایسینگتال خواهرخوانده‌های دازینگ هستند.